# Kika Carvalho
Kika Carvalho (Vitória, 1992) é uma artista plástica capixaba, sendo a primeira mulher de destaque a pintar muros na cidade de Vitória, no estado do Espírito Santo, Brasil, com suas obras sendo expostas na Pinacoteca e em galerias de Portugal, Itália e Estados Unidos. 
Em 2021, foi indicada ao Prêmio PIPA e, em 2022, teve algumas de suas obras expostas no programa Encontro com Fátima Bernardes, da TV Globo, como "Artista da Semana". Suas obras têm como foco o retrato de mulheres negras, a cultura e matriz africana, tendo o azul como cor predominante desde 2017.

## História
Desde a infância, contou com incentivo da família para seguir carreira artística, seguindo os passos da tia, que era atriz e diretora de teatro. Ela frequentava peças de teatro e atuava aos seis anos, mas percebendo que pendia ao desenho, participou de um projeto de animação aos 12 anos e, destacando-se, viajou pela primeira vez para participar de um concurso.
Ela participou de diversos projetos ao longo de sua trajetória acadêmica até se formar em Artes Visuais pela Universidade Federal do Espírito Santo, tendo ciência de que seria inviável viver apenas de arte no Espírito Santo, até que tornou isso possível em 2019.

## Obras
Ao longo de sua trajetória, produziu mais de cinquenta trabalhos, dentre eles:
- Lover (2022)
- Lover 2 (2022)
- 27 september flag (2021)
- Brasão n° 1 (2021)
- Faz muito tempo que eu não sei o que é me deixar molhar (2021)
- Se a força do mar me vingasse as mágoas (2021)
- Sol brilhante (2021)
- Yeda (2020)
- Beca pra Toga (2021)
- Cotidiano II (2021)
- Brasão nº 4 (2021)
- Baco Exu do Blues (2021)
- Encontro X (2020)
- Encontro XIV (2020)
- Encontro XIII (2020)
- Encontro IV (2020)
- Encontro I (2020)
- Íris cor de mel (2021)
- Young, beautiful and black (2020)
- Me Encontro (díptico) (2020)
- Trajano (2020)